# Lauren Vélez
Lauren Vélez (ur. 2 listopada 1964 w Nowym Jorku) – amerykańska aktorka filmowa i telewizyjna pochodzenia portorykańskiego, znana między innymi z roli porucznik Marii Laguerty w serialu stacji Showtime pt. Dexter oraz detektyw Niny Moreno w serialu Oblicza Nowego Jorku. Ma siostrę bliźniaczkę Loraine Vélez.

## Seriale
- Dexter (2006) jako por. Maria Laguerta
- Brzydula Betty (Ugly Betty) (2006) jako pielęgniarka (gościnnie)
- Wzór (Numb3rs) (2005–2010) jako Claudia Gomez (gościnnie)
- Medium (2005–2010) jako Elena Cabrera (gościnnie)
- Obława (Dragnet) (2003–2004) jako det. Denise Beltran(gościnnie)
- Strange World (1999) jako det. Arie(gościnnie)
- Prawo i bezprawie (Law & Order: Special Victims Unit) (1999) jako prawnik Adama (gościnnie)
- Oz (1997–2003) jako dr Gloria Nathan
- Portret zabójcy (Profiler) (1996–2000) jako Emily Sadler (gościnnie)
- Ulice Nowego Jorku (New York Undercover) (1994–1998) jako det. Nina Moreno
- Zagadki Cosby’ego (Cosby Mysteries, The) (1994–1998) jako Claudine Palmeri (gościnnie)

## Filmy
- Roznosiciel (Rosewood Lane) (2011) jako Paula Crenshaw
- Serial (2007) jako Roseanne Crystal
- Perfidna intryga (Love and Treason) (2001) jako agent Susan Mestre
- Książę z Central Parku (Prince of Central Park) (2000) jako Rosa Sanchez
- Lekcja życia (Thicker than blood) (1998) jako Camilla Lopez
- Chyba tak... (I Think I Do) (1997) jako Carol
- Ludzie miasta (City Hall) (1996) jako Elaine Santos
- Tak jak lubię (I Like It Like That) (1994 jako Lisette Linares